# Pincehely
Pincehely is een plaats (nagyközség) en gemeente in het Hongaarse comitaat Tolna. Pincehely telt 2564 inwoners (2001).